# Zarodella
Zarodella es un género de foraminífero bentónico de la subfamilia Staffellinae, de la familia Staffellidae, de la superfamilia Fusulinoidea, del suborden Fusulinina y del orden Fusulinida. Su especie tipo es Zarodella zhamoidai. Su rango cronoestratigráfico abarca el Sakmariense (Pérmico inferior).

## Discusión
Clasificaciones más recientes incluyen Zarodella en la superfamilia Staffelloidea, y en la subclase Fusulinana de la clase Fusulinata.

## Clasificación
Zarodella incluye a la siguiente especie:
- Zarodella zhamoidai †